# Basic (filme)
Basic (prt: Básico; bra: Violação de Conduta) é um filme teuto-americano de suspense e ação policial de 2003, dirigido por John McTiernan, escrito por James Vanderbilt e estrelado por John Travolta, Connie Nielsen e Samuel L. Jackson. É o segundo filme estrelado por Travolta e Jackson depois de Pulp Fiction. A história acompanha um agente da DEA resolvendo o mistério de um exercício de treinamento que deu errado e que levou à morte de vários recrutas rangers e seu instrutor.
O filme recebeu críticas negativas dos revisores especializados quanto ao seu enredo principal e às inúmeras reviravoltas finais. Foi um fracasso de bilheteria, arrecadando apenas US$ 42,8 milhões em todo o mundo, contra um orçamento de US$ 50 milhões. Até 2025, este é o filme mais recente de McTiernan, dadas as suas acusações criminais subsequentes e eventual encarceramento relacionado a grampos telefônicos.

## Sinopse
Certa noite, durante um exercício de treinamento, um furacão atinge o Panamá. Seis soldados, incluindo o autoritário Sargento West, desaparecem, deixando apenas duas testemunhas para recontar o que se passou. O agente Tom Hardy, trabalhando para a Administração de Repressão às Drogas (DEA), é chamado ao local para liderar a investigação ao lado da tenente Julia Osborne, que não obteve nenhuma informação dos dois sobreviventes.

## Elenco
Segue abaixo a tabela do elenco:
| Ator                  | Personagem            | Detalhes              |
| --------------------- | --------------------- | --------------------- |
| John Travolta         | Hardy                 | Agente do DEA         |
| Samuel L. Jackson     | Sargento West         | Instrutor Ranger      |
| Connie Nielsen        | Tenente Osborne       | Investigadora         |
| Tim Daly              | Coronel Styles        | Comandante da base    |
| Giovanni Ribisi       | Kendall               | Aluno Ranger          |
| Brian Van Holt        | Dunbar                | Aluno Ranger          |
| Taye Diggs            | Pike                  | Aluno Ranger          |
| Dash Mihok            | Mueller               | Aluno Ranger          |
| Cristián de la Fuente | Castro                | Aluno Ranger          |
| Roselyn Sánchez       | Nuñez                 | Aluna Ranger          |
| Harry Connick Jr.     | Vilmer                | Aluno Ranger          |
| Georgia Hausserman    | Piloto                |                       |
| Margaret Travolta     | Enfermeira 1          | Irmã de John Travolta |
| Dena Johnston         | Enfermeira 2          |                       |
| Nick Loren            | Piloto de helicóptero |                       |
| Cliff Fleming         | Piloto de helicóptero |                       |
| Steven Maye           | Oficial do CID        |                       |
| Jonathan Rau          | G.I. na pista         |                       |
| Tait Ruppert          | Motorista do jipe     |                       |
| Timothy S. Wester     | Médico                |                       |
| Chris Byrne           | Policial militar      |                       |
| Curtis Ricks          | Policial militar      |                       |
| Charles L. Fails      | Policial militar      |                       |

## Produção
Em maio de 2000, foi anunciado que a Phoenix Pictures havia adquirido o roteiro de suspense de James Vanderbilt, Basic, por US$ 400.000 contra US$ 700.000 após uma acirrada guerra de lances com vários outros estúdios. Em agosto daquele ano, foi anunciado que Lee Tamahori havia entrado em negociações para dirigir o filme. Em outubro, foi anunciado que Benicio del Toro e Catherine Keener estavam em negociações finais para interpretar os papéis principais. Basic foi o primeiro filme a ser produzido pela Orbit Entertainment Group, sediada em Phoenix, uma produtora comercial com a qual a Phoenix assinara um contrato de produção de três anos. Os diretores da Orbit, Dror Soref e Lee Nelson, ficaram encarregados da produção. O diretor de desenvolvimento da Phoenix Pictures, Brad Fischer, trouxe o projeto para a empresa e supervisionaria sua produção. As filmagens foram marcadas para começar em março, em um esforço para superar as greves do Sindicato dos Roteiristas dos Estados Unidos e do Sindicato dos Atores de Cinema, previstas para começar em 1º de maio e 1º de julho, respectivamente. O roteiro foi inicialmente desenvolvido por seu autor, James Vanderbilt, e por Tamahori. O filme seria filmado em locações na Costa Rica e no Panamá.
Em julho de 2001, foi anunciado que John McTiernan assumiria como diretor depois que Tamahori saiu durante o realinhamento com a Intermedia. Após o desenvolvimento do projeto ter fracassado, o projeto foi realinhado quando a Intermedia entrou a bordo como financiadora, com del Toro e Keener tendo desistido desde então. Em setembro daquele ano, foi anunciado que John Travolta e Samuel L. Jackson estrelariam o filme. Os atores Andy García, Barry Pepper e Joshua Jackson chegaram a ser sondados para atuar em Basic. No contrato de John Travolta constava uma cláusula que obrigava a produção a disponibilizar para ele 8 camisas da grife Armani por dia de filmagem, devido à sua aversão à lavagem. A razão foi a sua devoção à Cientologia, que desaprova o uso de produtos químicos no processo de lavagem, e o ator alegou que lavar roupas contrariaria suas convicções religiosas e insistiu que uma cláusula fosse adicionada ao seu contrato com os produtores do filme, dando-lhe direito a quantas camisetas pretas de £ 250 ele achasse necessário – o equivalente a £ 2.000 por dia.
Em uma entrevista à revista Empire em junho de 2014, McTiernan disse sobre a produção:
"Foi um pesadelo. Na semana anterior às filmagens, me disseram que eu teria que filmar o rascunho original do roteiro, o que não deu certo. Além disso, recebi uma carta de um advogado dizendo que eu não poderia contar isso ao estúdio e que seria processado se tentasse comunicar isso a eles. Consegui juntar meio milhão de dólares para refilmar, mas a história continua sem sentido. Sem sentido algum."

## Recepção

### Bilheteria
Basic foi lançado em 28 de março de 2003 nos Estados Unidos e arrecadou US$ 11,5 milhões em seu fim de semana de estreia, ficando atrás de Head of State, Bringing Down the House e The Core. O filme arrecadou US$ 26.793.311 nos EUA ao final de sua temporada nos cinemas. Os resultados da bilheteria foram de fracasso, com Basic arrecadando apenas US$ 42,8 milhões em todo o mundo, contra um orçamento de US$ 50 milhões.

### Crítica
A recepção crítica foi mista, com os revisores profissionais tendo avaliações principalmente negativas enquanto a audiência foi mais receptiva. No site agregador de resenhas Rotten Tomatoes, 21% das 141 avaliações de críticos são positivas, com uma nota média de 4,5/10. O consenso do site é: "Basic se torna tão desnecessariamente complexo em suas reviravoltas que o espectador acaba perdendo o interesse." A avaliação da audiência foi mais positiva, com 62%. O Metacritic, que usa uma média ponderada, atribuiu ao filme uma pontuação de 34 de 100, com base em 33 críticos, indicando avaliações "geralmente desfavoráveis". Novamente, a avaliação da audiência foi mais favorável, com 7.2 pontos. O público pesquisado pelo CinemaScore deu ao filme uma nota média de "B" em uma escala de A+ a F.
A principal reclamação foram as muitas reviravoltas na trama. Roger Ebert deu ao filme uma estrela de quatro e escreveu que "não era um filme que pudesse ser compreendido" e que "é só fumaça e nada de espelhos. Se eu o assistisse repetidas vezes, talvez conseguisse extrair uma lógica subjacente, mas o problema é que, quando um filme não vale a pena ser visto duas vezes, é melhor que ele cumpra sua função na primeira vez". Christopher Smith, do Bangor Daily News, deu nota D ao filme, dizendo: "O filme tenta demais ser algo que não é — um cruzamento inteligente e astuto entre Os Suspeitos, Rashômon e A Filha do General, dirigido por John Woo depois de dar uma forte cheirada de cola." Rob Blackwelder, do SPLICEDwire, explicou que o filme é "tão cheio de argumentos falsos e baratos que assisti-lo é como se estivéssemos nos empanturrando de um bufê à vontade do Long John Silver's". O Guia de Cinema de Leonard Maltin deu duas estrelas de quatro e escreveu que o filme "continua adicionando camadas de confusão, tornando-se menos interessante à medida que avança! A "reviravolta" final parece anular toda a história, como uma piada de mau gosto sem pé nem cabeça".